# Jada
Emilie Molsted Nørgaard (født 19. februar 1993), kendt under kunstnernavnet Jada, er en dansk sangskriver, sanger og producer. Hun har optrådt ved flere koncerter og festivaler og fik sin debut på Roskilde Festival 2018 på festivalens Countdown-scene.
I 2018 udgav hun også sin anmelderroste debutsingle: "Keep Cool" efterfulgt af singlen "Sure". Til prisoverrækkelsen ved P3 Guld sang hun sin seneste single "Lonely".
I 2019 deltog Jada på Northside Festival, og hun har desuden optrådt på bl.a. Roskilde Festival, Spot Festival og Aarhus Volume. Hun udgav debutalbummet I Cry A Lot i 2019.
Jada vandt ved P3 Guld i 2019 P3's Talentpris og i 2020 to priser; P3 Lytterhittet for sangen "Nudes" og P3 Prisen.
Derved er Jada den første og eneste kunstner, der har vundet alle tre priser.
I 2022 optrådte Jada på KESIs nummeret "Skør For Dig" på KESIs album 30 Somre, som hun også havde skrevet tekst til sammen med KESI. Sangen blev sammen med albummet udgivet 17. juni 2022. 22. juni 2022 udkom en musikvideo til sangen, hvori både KESI og Jada optrådte sammen.
Hun udgav sit andet album, Elements, i 2022.

## Diskografi
- I Cry A Lot (2019)
- Elements (2022)